# برالشتورف
برالشتورف (به آلمانی: Brahlstorf) یک شهر در آلمان است که در لودویگسلوست-پارشیم واقع شده‌است. برالشتورف ۷۵۶ نفر جمعیت دارد.